# Eurosport
Eurosport è un network europeo di canali televisivi sportivi, di proprietà di Warner Bros. Discovery. L'azienda è anche proprietaria del servizio di streaming di eventi sportivi Eurosport Player, poi confluito nel servizio Discovery+.
Trasmette in molti paesi d'Europa, con i commenti generalmente in lingua locale, ma non necessariamente pubblicità locale. Una serie di canali trasmette sotto il nome di Eurosport: Eurosport 1 (Francia, Regno Unito, Germania, Italia, Polonia) ed Eurosport 2 (versione uguale per tutti gli Eurosport regionali eccetto che per l'Asia). In passato trasmetteva anche il canale all news Eurosport News.
Eurosport trasmette i Giochi olimpici (dal 2018), la Rally Dakar, ciclismo, football australiano, tennis, gare del mondiale Superbike, sci alpino, sci nordico, biathlon, WTCR, l'IRC, il WEC, e altri sport come skateboard, canottaggio, snooker, freccette e surf.

## Storia
Eurosport nasce nel 1989 come joint-venture tra l'Unione europea di radiodiffusione e Sky Television plc di Rupert Murdoch allo scopo di trasmettere molti eventi sportivi che l'ente pubblico paneuropeo aveva acquistato negli anni. Dopo una disputa legale, il canale viene rilanciato nel 1991 con il nome di "Eurosport International", quando la tv del magnate australiano si unisce con BSB e crea la piattaforma BSkyB. BSkyB crea "The Sports Channel", poi rinominata in Sky Sports.
Eurosport è successivamente acquistato da un consorzio francese, formato dal gruppo di TF1, Canal+ e Havas Images. Da dicembre 2012 è posseduta all'80% da TF1 e al 20% da Discovery Communications, la quale a gennaio 2014 sale al 51% e diventa il proprietario principale.
L'edizione italiana del canale è nata all'interno della piattaforma D+ (che nell'agosto del 2001 diventerà TELE+ Digitale) di TELE+ (che il 31 luglio 2003 si fonderà con Stream TV diventando Sky Italia). I canali Eurosport 1 ed Eurosport 2 sono disponibili nel pacchetto Sky TV di Sky sui canali 210 e 211. Eurosport News era disponibile nel pacchetto News & International sul canale 507 dello Sky Box.
Eurosport dal 5 febbraio 2010 trasmette nel formato panoramico 16:9.
Il 5 aprile 2011 i canali Eurosport rinnovano logo e grafica.
In Italia, il 1º agosto 2013 Eurosport e Mediaset hanno concluso un accordo per la trasmissione di Eurosport ed Eurosport 2 anche sul digitale terrestre sulla piattaforma Mediaset Premium dal 1º novembre 2013.
Il 29 giugno 2015 Discovery ha acquisito i diritti esclusivi dei Giochi Olimpici del 2018, 2020, 2022 e 2024 per tutta Europa, esclusa la Russia (tutte le edizioni), Francia e Regno Unito (giochi 2018 e 2020).
Il 23 luglio 2015, Discovery Communications ha annunciato un accordo per acquisire la piena proprietà di Eurosport, per 491 mln di euro, da TF1 Group, esercitando un'opzione put sulla sua quota del 49%.
Il 13 novembre 2015 Eurosport rinnova il logo e le grafiche e, per l'occasione, cambia nome in Eurosport 1.
Il 28 febbraio 2019 i canali interrompono le trasmissioni su Mediaset Premium e restano disponibili solo su Sky.
Dal 1º agosto 2019 i canali sono visibili anche sulla piattaforma DAZN.
Dal 9 settembre 2020 i canali sono visibili esclusivamente in HD sul satellite; tuttavia le versioni SD dei canali continuano ad essere disponibili in streaming su Sky Go.
Dal 14 settembre 2020 Eurosport 1 è disponibile in streaming, insieme a Eurosport 2 sulla piattaforma Dplay Plus; sempre dalla stessa data viene rimossa la dicitura HD dai loghi dell'emittente e le versione SD vengono rimosse e rimpiazzate da quelle HD anche su Sky Go.
Dal 1º luglio 2025, a seguito del mancato rinnovo tra Comcast e Warner Bros. Discovery, in Italia Eurosport 1 ad Eurosport 2 hanno terminato le loro trasmissioni su Sky e NOW. Dalla stessa data l'applicazione Discovery+ non è più disponibile su Sky Q, Sky Stream e Sky Glass.

## Canali
| Logo | Nome           | Inizio trasmissioni | Discovery+ | DAZN | TIMvision |
| ---- | -------------- | ------------------- | ---------- | ---- | --------- |
|      | Eurosport 1 HD | 25 luglio 2008      |            |      |           |
|      | Eurosport 2 HD | 5 agosto 2009       |            |      |           |

### Eurosport Arabia
Eurosport Arabia (in passato noto come KSO Kigema Sports Organisation Ltd.) è la divisione di Eurosport che si occupa di organizzare, promuovere e produrre eventi sportivi. Si occupa di organizzare la Coppa del mondo turismo (WTCR), il Campionato Europeo Rally (ERC), l'ETCR (un pianificato campionato turismo con auto elettriche) e il Campionato mondiale Endurance (motociclismo). Tutti i campionati organizzati vengono trasmessi in Europa da Eurosport.

## Loghi

5 febbraio 1989 - 15 maggio 1994
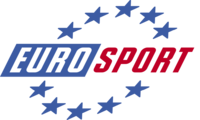
15 maggio 1994 - 31 agosto 2000
1º settembre 2000 - 5 aprile 2011
6 aprile 2011 - 13 novembre 2015
In uso dal 13 novembre 2015